# Apostolul Bologa
Apostolul Bologa este un film românesc din 2018 care a fost regizat de Dominic Dembinski după romanul Pădurea spânzuraților de Liviu Rebreanu. Filmul, produs de TVR, îl are în rolul titular pe Mihai Stănescu.

## Distribuție
- Răzvan Vasilescu - generalul Karg
- Cristian Iacob - Klapka
- Meda Andreea Victor - Marta
- Andreea Vasile - Ilona
- Alexandru Repan - Iosif Bologa
- Adrian Titieni - preotul Boteanu
- Marius Bodochi - pretorul
- Ion Haiduc - Vidor
- Mihai Stănescu - apostolul Bologa
- Mihai Bica - Gross
- Mircea Postelnicu - Svoboda
- George Constantinescu - preotul militar
- Bogdan Nechifor - Cervenko
- András Demeter - Varga
- Andrada Fuscaș - Maria Bologa

## Producție
Filmul a fost produs de Casa de Producție a Televiziunii Române cu ocazia împlinirii a 100 de ani de la primul război mondial.

## Primire
A primit Premiul UNITER pentru cel mai bun spectacol de teatru TV la a XXVII-a ediție a Premiilor Uniter din 2019.